# On the Front Line
On The Frontline är det femte albumet med punkbandet The Casualties. Skivan släpptes år 2004 och är enligt många punkare en av deras bästa. Skivans största hit är enligt de flesta låten "Unknown Soldier" som handlar om en amerikansk soldat som blir skickad till tjänst i Irak och dör för sitt land.

## Låtlista
1. Casualties Army
2. On The Frontline
3. Leaders Of Today
4. Criminal Class
5. Tomorrow Belongs To Us
6. Unknown Soldier
7. Scarred For Life
8. Static
9. Media Control
10. Death Toll
11. Tragedy
12. Brainwashed
13. Sounds From The Streets
14. We Don't Need You